# マジャルボーイ駅
マジャルボーイ駅（マジャルボーイえき）はハンガリー国バラニャ県シクローシュ郡にある、ハンガリー国鉄65号線の駅である。

## 駅構造

### ホーム
2面2線の地上駅。駅舎側に片側ホーム1面、島式ホーム1面の2面からなる。他に、側線を1線持つ。
| 路線   | 方向   | 行先             | 備考 |
| ------ | ------ | ---------------- | ---- |
| 65号線 | 西方向 | ヴィッラーニ方面 | 普通 |

### ダイヤ[1]
概ね2時間間隔の運行だが、4時間間隔が空くこともある。全列車がヴィッラーニ行である。

## 隣の駅
ハンガリー国鉄
65号線
普通
ヴィッラーニ駅 - マジャルボーイ駅

## その他
ハンガリー最南端の旅客駅で、クロアチアとの国境に近い。かつてはクロアチアとの直通列車も運行していた。ただし、廃駅を含めるとケーメシュ駅が最南端となり、貨物駅を含めるとベレメンド・セメント工場駅が最南端となる。
また、ハンガリーでは最南端であるが、日本最北端の稚内駅より北に位置する。